# Friedrich Ludwig Arnold Taberger
Friedrich Ludwig Arnold Taberger (getauft 19. September 1739 in der Calenberger Neustadt bei Hannover; begraben 31. März 1810 auf dem Neustädter Friedhof vor Hannover) war ein deutscher Zinngießer.

## Leben

### Familie
Friedrich Ludwig Arnold Taberger war der Sohn des von Wien nach Hannover zugereisten Zinngießermeisters Lorenz Thomas Taberger (* 13. Juli 1707 in Wien; † 23. April 1777 in Hannover) und der Christina Margareta Unruh (* 11. November 1698 in Limmer; † 23. Juni 1780 in Hannover). Er war der Vater von Johann Georg Taberger und der Sophie Eleonore (Stephie) Taberger (* 1787 in der Calenberger Neustadt; † 1855 in Hannover).

### Werdegang
Friedrich Ludwig Arnold Taberger erlangte 1767 den Meistertitel und erwarb zwei Jahre darauf 1769 mit der Abgabe des Bürgereids das Bürgerrecht der Stadt Hannover.
Als Meister beschäftigte er 1811 den Gesellen und späteren Vorsteher des Zinngießeramtes, Georg Friedrich Harnisch.
Taberger wurde ebenso wie seine Gattin auf dem Neustädter Friedhof begraben.

## Werke
Arbeiten von Ludwig Hermann Harnisch finden sich unter anderem in den Kirchen von Davenstedt, Velber und Wülfingen.